# Tangsudo
Tangsudo, w transkrypcji angielskiej tang soo do – koreańska sztuka walki. Mocny wpływ na jej powstanie miało karate oraz systemy chińskie. Tangsudo często określa się jako „koreańskie karate”.

## Nazwa
Nazwa tej sztuki walki oznacza „chińską sztukę walki rękami” (Tang – nazwa jednej z dynastii Chin, w języku koreańskim słowo to oznacza „chiński”, su – ręka, cios obrona, do – droga, sztuka, sposób życia. Całość oznacza „droga ręki dynastii Tang” albo „droga chińskiej ręki”. Używane w Korei przed 1930 rokiem chińskie ideogramy oznaczające tangsudo i karate-do są bardzo podobne. Pierwotnie słowa japońskie kara te do nie oznaczały „drogi pustej ręki”, ale „drogę chińskiej ręki”. Na początku wieku XX Gichin Funakoshi nadał inne znaczenie słowu kara te – „pusta ręka”, uzasadniając filozofią buddyjską, jakoby pustka odnosiła się do stanu umysłu.

## Historia rozwoju tangsudo

### Sztuki walki w dawnej Korei
Około 1794 roku koreański urzędnik Lee Duk Moo ułożył podręcznik technik sztuk walki używanych przez koreańską armię. Dzieło zatytułowane Muye tobo t'ongji (武藝圖譜通志/무예도보통지Ilustrowany podręcznik sztuk walki) zostało napisane w klasycznej chińszczyźnie i przeznaczone dla arystokracji. Spośród 300 stron tekstu, jedynie 16 omawiało walkę bez broni. Pokazane tam techniki przypominają północną odmianę stylu z klasztoru Szaolin. Po drugiej wojnie światowej nawiązywano do Muye tobo t'ongji jako do źródła koreańskich sztuk walki.
W XVIII wieku powstała gra taekkyon (przedtem nie zanotowano tej nazwy, wcześniejsze formy walki nazywając subak). W taekkyon stosowano podcięcia i kopnięcia, zaś rąk używano głównie do blokowania ciosów lub utrzymania równowagi. Celem tej gry było spowodować upadek przeciwnika trzema sposobami:
1. podcięcie nogi przeciwnika,
2. kopnięcie przeciwnika w klatkę piersiową lub w ramię,
3. wyskok i kopnięcie przeciwnika w głowę.

Sztuka ta nie była podbudowana wartościami duchowymi i filozoficznymi i widzowie często robili zakłady podczas zawodów. Ze względu na nacisk na kopnięcia po łuku, w latach sześćdziesiątych XX wieku ten rodzaj współzawodnictwa wywarł wpływ na sportowe taekwondo. Jednakże termin „taekkyon” znaczeniowo nie ma nic wspólnego z terminem „taekwondo”.
22 sierpnia 1910 roku Japonia oficjalnie zaanektowała Półwysep Koreański, zmieniając go w swoją prowincję. Okupacja japońska despotycznie tłumiła wszelkie formy kultury koreańskiej. Koreańczykom zabroniono praktykować jakąkolwiek rodzimą sztukę walki, społeczeństwo wiedziało tylko o gumdo (kendo) i yudo (judo). Jednak tradycyjne koreańskie sztuki walki, takie jak taekkyon, praktykowała niejawnie garstka uczniów.
Powstałe podczas japońskiej okupacji koreańskie sztuki walki tangsudo i kongsudo (inny sposób odczytania chińskich ideogramów oznaczających karate-do) wywodzą się od japońskiego karate. Od roku 1926 Koreańczyk Won-Guk Lee studiował prawo w Japonii i uczył się karate pod kierunkiem Gichina Funakoshi. W roku 1944 rozpoczął nauczanie Chung Do Kwan w Seulu, gdzie jednym z jego uczniów był Jhoon Rhee.

### Lata powojenne
Duży wpływ na tangsudo wywarł Kee Hwang (ur. 9 listopada 1914, zm. 14 lipca 2002). Pracując dla japońskiego przedsiębiorstwa kolejowego w Mandżurii Cho Sun Railway Company, Kee Hwang uczył się karate. Korzystał przy tym z dostępnych mu książek w języku japońskim. (Kee Hwang twierdził, że uczył się chińskich sztuk walki w Mandżurii, lecz wielu badaczy podważa to twierdzenie). W 1945 roku Kee Hwang założył szkołę karate Mu Duk Kwan (mu – walka, duk – cnota, zacność, kwan – szkoła walki) zaś w 1953 organizację Korea Tang Soo Do Association.
W roku 1955 grupa przedstawicieli szkół walki, oficerów koreańskiej armii i polityków zdecydowała, że tangsudo i kongsudo nie są wystarczająco patriotycznymi nazwami dla stylów karate praktykowanych w Korei i na wniosek generała Choi Hong Hi uchwaliła, że w przyszłości wszystkie koreańskie style powinny być nazwane taekwondo. Nowa sztuka walki miała nawiązywać do koreańskiej gry zwanej taekkyon polegającej na kopnięciach i podcięciach.
Większość koreańskich sztuk walki przyłączyła się do nowej Taekwondo Association, lecz Kee Hwang zdecydował utrzymać niezależność Mu Duk Kwan, aby zachować czystość form i tradycyjne wartości. Po części Ji Do Kwan także utrzymała niezależność. Około roku 1957 Koreańczyk Jhoon Rhee zaczyna nauczać karate Ji Do Kwan, system oparty na karate Shotokan, w San Marcos (Teksas).
We wrześniu 1961 roku style karate znane jako Chung Do Kwan, Chang Mu Kwan, Song Mu Kwan, Mu Duk Kwan i Ji Do Kwan reorganizuje się w zunifikowany system zwany taesoodo. Utworzono organizację Korea Taesoodo Association (KTA, od 1965 Korea Taekwondo Association) a taesoodo staje się częścią wojskowego szkolenia. Liderzy Mu Duk Kwan i Ji Do Kwan opierają się konsolidacji.
Z powodów politycznych ogranicza się japońskie pochodzenie stylu, co doprowadza do rozwoju nowych założeń etycznych, filozoficznych i technicznych tej sztuki. Podobnie zresztą dzieje się w tangsoodo: wiele oficjalnych historii tej sztuki walki odwołuje się wprost do chińskich źródeł, pomijają okinawajskie karate. Z kolei w 1965 KTA ustala komitet w celu zaprojektowania odmiennej praktyki form (zwanych pumsae) które mają zastąpić tradycyjnie nauczane kata karate. Wprowadzenie walki sportowej w ochraniaczach pozwalających na większy kontakt zmieniło taktykę walki. Na przykład, karate kładzie nacisk na pojedyncze uderzenia pięścią, a taekwondo zaczęło kłaść nacisk na kopnięcia wyprowadzane w szybkiej kombinacji. Zabraniało używania technik ręcznych na twarz oraz jakichkolwiek ataków poniżej pasa. Ponadto, zmodyfikowano reguły walki sportowej, aby kładąc nacisk na ciągłą akcję.

### Organizacje tangsudo
Na świecie jest bardzo dużo różnych odmian tangsudo. Tylko w samych Stanach jest ok. 20 większych. Powstały też europejskie organizacje i różne unie, zrzeszające odłamy.
W 1975 w Stanach Zjednoczonych została utworzona Tang Soo Do Moo Duk Kwan Federation Inc. (obecnie nosi nazwę U.S. Soo Bahk Do Moo Duk Kwan Federation Inc.). Inną organizacją jest World Tang Soo Do Association. Została założona w Filadelfii (USA) w 1982 przez Jae Chul Shina. W Polsce za sprawą Stowarzyszenia Tang Soo Do Polska znana jest Cheezic Tang Soo Do Federation założona przez Roberta Cheezica, ucznia Jae Chul Shina.
We wrześniu 2007 roku powołana została Polska Federacja Tang Soo Do. Na czele tej organizacji stanął pionier tangsudo w Polsce – Marcin Kostyra.
W roku 1983 Chun Sik Kim założył International Tang Soo Do Federation.
W roku 1994 Hwang Ki zmienił nazwę sztuki walki z tangsudo na soobahkdo nawiązując do sztuki walki subak (soobahk) uprawianej dawniej w Korei.
Sztukę walki tangsudo uprawiali: amerykański aktor i karateka Chuck Norris – uczeń Jae Chul Shina i Ki Whang Kima, oraz reżyser walk w filmach akcji Pat Johnson.

## Ceremoniał i etykieta

### Zasady etyczne i filozofia
Tangsudo odwołuje się do pięciu zasad etycznych kodeksu Hwarang. Na ich podstawie opracowano kodeks etyczny tangsudo:
- Bądź lojalny swojemu krajowi.
- Bądź posłuszny rodzicom.
- Bądź wierny w małżeństwie.
- Bądź życzliwy dla innych.
- Szanuj starszych (wiekiem i stażem).
- Bądź wierny nauczycielowi.
- Bądź wierny przyjaciołom.
- Rozróżniaj dobro od zła.
- Nigdy nie cofaj się w walce.
- Zawsze kończ to, co zaczniesz.

Kodeks ten opiera się także na siedmiu zasadach moralno-etycznych tangsudo (po koreańsku chong shin):
- uczciwość – yomchi,
- koncentracja – chungshin tongil,
- wytrwałość – innae,
- szacunek i posłuszeństwo – chunkyung,
- samokontrola – kukki,
- skromność (pokora) – kyomson,
- odwaga – paekjol bulgul.

### Stopnie i ubiór
Uprawiający tangsoodo są klasyfikowani w 10 stopni szkoleniowych, tzw. gup (od 10 do 1) i 10 mistrzowskich, dan. Stopnie od 7 dan wzwyż uzyskuje się za wybitną działalność w tangsudo. Zawodnicy ćwiczą w specjalnych białych ubiorach (tzw. dobok) przypominających strój zawodnika karate i składających się ze spodni, kaftana i pasa. Kolor pasa wyraża stopień szkoleniowy ćwiczącego: biały, pomarańczowy, niebieski, fioletowy, zielony, czerwony, czarny. Kolory pasów dawniej nawiązywały do pór roku i miały symbolizować rozwój adepta. Posiadacze stopni dan noszą z reguły czarne, a w niektórych organizacjach ciemnoniebieskie pasy. W przypadku posiadaczy czarnych pasów oflis bluzy doboku jest obszyty na czarno.

## Charakterystyka techniczna
Tangsudo w części tradycyjnej jest stylem łączącym japońskie karate i koreańskie taekwondo. Podobnie jak te style, opiera się głównie na uderzeniach.
Najbardziej charakterystyczne techniki tangsudo to:
- postawy;
- techniki obrony:
  - bloki;
- techniki ataku:
  - uderzenia rękoma;
  - kopnięcia

W mniejszym stopniu praktykuje się podcięcia, rzuty i chwyty, w znikomym walkę w parterze

## Trening tangsudo
Trening tangsudo przypomina trening tradycyjnych sztuk walki, jednakże jest zróżnicowany w zależności od celów i ćwiczących. Inna jest struktura treningu nastawionego na walkę sportową, a inna nastawionego na samoobronę czy na cele zdrowotne. Analogicznie, różnicuje się trening w zależności od wieku adeptów.

### Trening technik podstawowych
Mianem technik podstawowych określa się fundamentalne techniki tangsudo: postawy, gardy, ciosy, kopnięcia, bloki, przejścia. Techniki podstawowe obejmują co najmniej kilkadziesiąt pojedynczych elementów. Trening technik podstawowych (kibon lub gibon) przypomina trening kihon w karate. Jego zasadniczym celem jest nauczanie i doskonalenie wszystkich technik tangsudo. W szczególności ma na celu opanowanie podstawowych ruchów mających zastosowanie w formach, kształtowanie poczucia równowagi przy zmianie jednej postawy na drugą oraz naukę postaw i sposobów przemieszczania się w wolnej walce.
Trening technik podstawowych jest treningiem bez partnera. Nauka sprowadza się do wielokrotnego powtarzania tych samych ruchów. Liczne powtórzenia przy jednoczesnym eliminowaniu popełnianych błędów służą osiągnięciu dużej perfekcji ruchów, a także rozwojowi ich siły, szybkości i wytrzymałości. Ćwiczy się pojedyncze techniki uderzeń i bloków lub ich kombinacji w miejscu lub w marszu, w ściśle określonych pozycjach.
Trening techniki podstawowej praktykuje się indywidualnie lub w grupie. Grupowe wykonanie ułatwia naukę zwłaszcza w początkowej fazie treningu. Wykonywanie tych ćwiczeń przez grupę zawodników przypomina musztrę lub zespołowe wykonywanie ruchów baletowo-gimnastycznych. Trenujący rozstawieni są w pewnej odległości od siebie, by każdy mógł swobodnie wykonywać ruchy. Techniki wykonuje się na komendę regulującą rytm ćwiczenia (najczęściej na koreańskie odliczanie od 1 do 10) w seriach od kilku do ponad setki powtórzeń. Prowadzący podaje rodzaj wykonywanej techniki i charakter ruchu. W trakcie powtarzania jej przez ćwiczących koryguje popełniane przez nich błędy. Wszystkie techniki i ich kombinacje można wykonywać bądź w miejscu, bądź w ruchu, najczęściej w marszu w odpowiedniej pozycji z techniką. Po zakończeniu marszu w jednym kierunku wykonuje się marsz tyłem lub obrót w kierunku przeciwnym z jednoczesnym okrzykiem (kihap).
Trening technik podstawowych odbywa się na różnych etapach zaawansowania. Zaczyna się już w momencie nauki poszczególnych technik tangsudo. Dla początkującego stanowi główną formę treningu. Nowe elementy wprowadza się stopniowo, po 1-2 na każdych zajęciach. Wraz z rozwojem umiejętności zawodników pojedyncze techniki łączy się w coraz dłuższe i trudniejsze układy odbywa się stopniowo. Osoby o większym stopniu zaawansowania praktykują ten rodzaj treningu jako wstęp do ćwiczeń form i walki. Trening ten pokrywa się z nauką kolejnych form, lecz na etapie początkowym formy służą jedynie koordynacji techniki.
W treningu ukierunkowanym na walkę sportową, ćwiczenia tradycyjnych technik wykonywanych w powietrze uzupełnia się lub zastępuje treningiem na tarczach, łapkach oraz sparingami.

### Formy
Wspólnym elementem tangsudo i karate są formy – ustalone sekwencje ruchów charakterystycznych dla danej dyscypliny. W tangsudo praktykuje się formy nazywane pyeong an (w transkrypcji angielskiej pyung an), podobne do układów pinan i heian w karate. Również bardziej zaawansowane układy mają swoje pierwowzory w karate (bassai, tekki/naihanchi itd.).
Układy w tangsudo i taekwondo się różnią, bowiem gen. Choi dążył do oddzielenia taekwondo od japońskiego karate, dlatego stworzył swoje układy zwane tul, które praktykuje się w ITF-ie. Podobnie rzecz się ma z układami pumsae (lub poomse) w WTF. Pewne szkoły taekwondo jednakże paraktykują układy hyeong, identyczne jak w tangsudo, w mniejszym stopniu szkoły tangsudo przyswajają sobie układy z taekwondo (np. Palgwe).
Oprócz czerpania z karate, mistrzowie tangsudo niejednokrotnie adaptowali formy z innych dyscyplin (np. wushu) lub je sami opracowywali.

### Trening samoobrony
Nieodzowną częścią treningu, popartą wymaganiami egzaminacyjnymi, jest samoobrona, po koreańsku nazywana hosinsul. Jest to nauka reakcji na typowe zagrożenia. Adept uczy się stopniować sposób obrony w zależności od rodzaju ataku, ma możliwość użycia dźwigni, rzutów, uderzeń i walki w parterze.

## Rywalizacja sportowa w tangsudo
Konkurencje rozgrywane na zawodach tangsudo to:
- walki;
- formy bez broni i z bronią;
- łamanie desek.

### Walka sportowa
Walki w tangsudo toczą się według rozmaitych regulaminów, w zależności od organizacji. Z reguły są to walki na planszy w lekkim kontakcie, z dozwolonymi kopnięciami powyżej pasa, w przednią lub boczną część tułowia i głowy, oraz z uderzeniami prostymi pięścią w te same strefy.
Według regulaminu Stowarzyszenia Tang Soo Do Polska, walki rozgrywa się w 2 formułach: semi-contact – walka przerywana; light-kick – walka ciągła z ograniczoną siłą z kopnięciem w udo (ang. low kick). Walczy się w rękawicach bokserskich i ochraniaczach na stopy i golenie, w kasku itp. Charakterystyczne dla tych regulaminów jest, że można zadawać zarówno w korpus jak w głowę wszystkie uderzenia bokserskie, również sierpowe i hakowe. Przepisy walk przypominają przepisy rywalizacji w kick-boxingu, dlatego też w zawodach w Polsce bierze udział wielu zawodników z innych stylów.

### Formy
Oprócz walki sportowej, tangsudo kultywuje tradycyjne elementy sztuki walki. Dlatego też formy są również elementem rywalizacji sportowej. Konkurencja form polega na wykonaniu formy przez zawodnika o ocenie jej przez sędziów. Wygrywa ten, którego wykonanie otrzyma najwięcej punktów.
Podobne zasady rządzą konkurencją form z bronią. Ze względu na bezpieczeństwo, w przypadku broni białej używa się atrapy. Podczas zawodów startujący sam wybiera rodzaj broni.

### Łamanie desek
Konkurencja ta nosi koreańską nazwę kyokpa, zaś po polsku często określa się ją jako „rozbicia”, co ma na celu uogólnienie nazwy np. na rozbijanie cegieł.
Na zawodach w Stowarzyszeniu Tang Soo Do Polska jest to połączenie testów siły i technik specjalnych praktykowanych w niektórych odmianach taekwondo. Do łamania używa się desek sosnowych o wymiarach 25x25 cm i grubościach 2 cm dla seniorów, 1,5 cm dla juniorów, 1 cm dla dzieci. Głównie oceniana jest trudność techniki wykorzystanej do deskołamania. Np. technika ręka-młot jest niżej punktowana niż ręka-włócznia, złamanie deski na kolanie albo kopnięciem depczącym jest łatwiejsze niż kopnięcie z wyskoku po obrocie na wysokość głowy, czy kopnięcie obunóż w tym samym czasie. Na egzaminach na pasy również wymaga się rozbić i to już od najniższego stopnia 9 gup (na 10 stopień – biały pas – nie ma egzaminu). Z kolejnym gup wzrasta liczba desek do złamania – na 9 gup – jedna deska, na 8 gup dwie, na 7 gup – 3 itd.

## Broń w tangsudo
W wielu szkołach tangsudo ćwiczy się władanie różnymi rodzajami broni. Trening obejmuje najczęściej: kij bojowy długi (180 cm), nóż bojowy, miecz, nunchaku. Ze względów bezpieczeństwa, na treningach używa się atrapy broni białej (broń ćwiczebną). Władanie bronią obejmuje jednak głównie ćwiczenia form, oraz samoobrony przed uzbrojonym przeciwnikiem. Większość szkół nie praktykuje walk treningowych z bronią ćwiczebną.
Stowarzyszenie Tang Soo Do Polska nawiązało współpracę z United World Haedong Kumdo Federation z siedzibą w Korei Południowej, w celu krzewienia koreańskiej sztuki walki mieczem kumdo. W wymaganiach egzaminacyjnych Stowarzyszenia Tang Soo Do Polska jest 7 układów z kijem. Na 1 dan jest układ z nożem i bronią dowolną, np. nunchaku (e chul bong – kor.), tonfą (cha ru – kor.), na 2 dan wymagany jest układ z mieczem a na 3 z trzyelementowym kijem.

## Tendencje w rozwoju tangsudo
Podobnie jak i w innych sztukach walki, pojawia się w tangsudo dążenie do unifikacji z innymi stylami, wynikające z dążenia do wszechstronności, jak i do popularności. W szczególności włącza się do treningu elementy kick-boxingu, oraz chwyty, rzuty, dźwignie i walkę w parterze. Nie zawsze są to techniki dobrze współgrające z klasyczną techniką tangsudo.

## Różnice z taekwondo
Taekwondo bardziej skłania się w kierunku rywalizacji sportowej, niejednokrotnie w treningu (zwłaszcza w wersji olimpijskiej) pomija się aspekty niezwiązane ze sportem. Tangsudo z kolei bardziej skupia się na takich elementach, jak: trening techniki podstawowej, układy i władanie białą bronią. Większą też uwagę poświęca się treningowi mentalnemu, a także kultywowaniu pewnej symboliki i filozofii.
Formy w tangsudo różnią się zarówno od tych, które zostały opracowane przez World Taekwondo Federation jak i od opracowanych przez International Taekwon-do Federation. Przypominają natomiast układy z wielu tradycyjnych szkół taekwondo. W taekwondo propagowanym przez większość organizacji nie praktykuje się układów z bronią, które w tangsudo są jednym z warunków promocji na wyższy pas.
W zawodach sportowych w tangsudo używa się w większym stopniu rąk niż w taekwondo WTF. Poza tym walczy się w formułach niewymagających uderzania z pełną siłą.
Zbieżności między tangsudo a taekwondo mają swą przyczynę w historii tych stylów. Jednak po 1945 roku oba style też krzyżowały swoje drogi. W 1961 roku powołano Koreański Związek TaeSooDo, organizację mającą na celu łącznie szkół walki w Korei. Nadal istnieje wiele szkół, które nazywa się Taekwondo Moo Duk Kwan (m.in. w Radomiu). Oba style powołują się na dawną sztukę walki taekkyeon (w transkrypcji angielskiej tae kyun lub tae kyon), w której dużą uwagę przykładało się do technik nożnych.